# Bunuri mobile din domeniul documente clasate în patrimoniul cultural național al României aflate în județul Vaslui
Acestă listă conține bunurile mobile din domeniul documente clasate în Patrimoniul cultural național al României aflate la momentul clasării în județul Vaslui.

## Tezaur
| Foto | Informații generale | Detalii tehnice | Descriere | Deținător                      | Legături |
| ---- | --- | --- | --- | ------------------------------ | -------- |
|      | Bilet de liberă circulație Autor: Marele Cuartier General. Eșalonul III                                                         | Datare: Sec. XX Dimensiuni: 19 x 15,5 cm Material: pânză                                                               | Acest document, pe pânză, emis de "Marele Cuartier General. Eșalonul III" pentru locotenentul Peretz Gheorghe (comandantul cuartierului Eșalonul III), care, prin natura serviciului său trebuia să facă drumuri prin oraș, îi înlesnea acestuia libera circulație la orice oră din zi și din noapte. Documentul este datat 20 octombrie 1916, București și prezintă semnătura comandantului general al Eșalonului III, din păcate indescifrabilă. Alături de alte semnături indescifrabile, ale comandantului Pieței Bârlad și adjutantului Pieței, au fost aplicate trei ștampile rotunde ale Marelui Cartier General, "Comenduirii" garnizoanei Bârlad, iar cea de-a treia nu se poate distinge cui aparține. Documentul prezintă o ușoară ruptură, în partea dreaptă, jos, și câteva pete, probabil de cerneală violet, în partea dreaptă, sus. Presupunem că rolul celor trei ștampile, însoțite de date diferite (1916, 1917), atestă faptul că persoanei i s-a prelungit statutul și natura serviciului consemnate în text. De asemenea, semnalăm prezența unei ștampile dreptunghiulare, care este diferită de cele aplicate pe documentul original și care a fost aplicată necorespunzător conform regulilor de patrimoniu privind înregistrarea documentelor originale. Ștampila ar fi trebuit să existe pe spatele documentului, pentru a nu deteriora documentul olograf. Din înscrisul existent în registrul inventar nu rezultă cine este donatorul și pe ce filieră a ajuns în patrimoniul instituției muzeale. Presupunem că, având în vedere contextul socio-politic al acelor ani și, de asemenea, având în vedere faptul că libera circulație în vreme de război nu era îngăduită decât într-un anume interval orar, se justifică emiterea unui asemenea înscris privind persoanele desemnate prin funcție cu drept de liberă circulație și de verificare a ordinii publice. | Muzeul „Vasile Pârvan”, Bârlad | Cimec    |
|      | Instrucțiile Scoleloru Primare din Comunitățile Coloniale. Dregătoria Coloniilor Moldovei Autor: Dregătoria coloniilor Moldovei | Datare: Sec. XIX Dimensiuni: 42 x 34 cm Material: hârtie                                                               | Manuscrisul emis de Dregătoria coloniilor Moldovei cuprinde un număr de 18 instrucțiuni pentru învățătorii și profesorii școlilor primare din comunitățile coloniale, cu privire la programul elevilor, dar și la îndatoririle pe care le aveau profesorii și învățătorii. În zona de mijloc, sus, documentul prezintă pecete imprimată cu fum, cu înscrisuri în română cu alfabet chirilic, de unde avem și informația anului în care a fost emis documentul. În colțul din dreapta, jos, semnături indescifrabile, din care doar una este parțial lizibilă. Documentul este un manuscris, al cărui text (scris cu toc cu cerneală neagră) este în limba română având caractere combinate - latine cu chirilice. Data emiterii documentului, 1857, ne îndreptățește să certificăm afirmația deoarece ne aflăm după 1840, când în programul „Daciei literare”, M. Kogălniceanu propusese deja trecerea la limba română și grafie latină. Presupunem că aceste comunității coloniale din perioadă, ar putea coincide cu comunele de mai târziu. Documentul prezintă atât importanță memorială, cât și istorică, privind evoluția învățământului românesc. | Muzeul „Vasile Pârvan”, Bârlad | Cimec    |
|      | Planul Dughenelor Bisericii Domneasca în care a funcționat Liceul Codreanu, până în anul 1886                                   | Datare: Sec. XIX Dimensiuni: 56, 5 x 44,5 cm Material: hârtie manuală                                                  | Planul acestor dughene, în care a funcționat Liceul "Codreanu" din Bârlad, până în anul 1886, este realizat într-un mod minuțios, cu tuș și peniță foarte fină. Poartă numărul 257 și este datat 11 aprilie 1860. În partea dreaptă, sus, există un text olograf cu caractere chirilice, cu tuș negru, însoțit de semnături indescifrabile și o pecete ovală, cu înscrisuri ilizibile (înscrisul de pe ovalul peceții este indescifrabil, caractere chirilice, pare a fi un timbru valoric). Sub acest text a fost lipită o imagine cu clădirea în care a funcționat liceul, iar sub această imagine există alte semnături olografe, indescifrabile. Presupunem că aceste semnături îi reprezintă pe autorii schiței, alături de cele de mai sus, despre care bănuim că sunt ale celor care făceau parte din administrația locală. Acest plan prezintă, în zona de mijloc, o porțiune lipsă a hârtiei, pe o lungime de 11,5 cm, necesitând restaurare. Planul este executat pe hârtie manuală de foarte bună calitate. | Muzeul „Vasile Pârvan”, Bârlad | Cimec    |
|      | Binoclu cu telemetru Autor: C.P. GOERZ BERLIN/Armee Mod. Pat.2012                                                               | Datare: începutul sec. XX Dimensiuni: Î: 11 cm; 7 cm/ l: 11 cm; 9,5 cm; 10,5 cm Material: metal; piele; lentile optice | Binoclul telemetric, fabricat de firma C.P. Goerz Berlin, înființată în anul 1886 care, în perioada premergătoare izbucnirii Primului Război Mondial, a început să fabrice aparatură optică pentru armatele germane și austriece. Acest binoclu poate fi datat în intervalul 1908 - 1910, oricum cu certitudine înainte de 1926, căci după acest an compania trece sub numele Zeiss Ikon. Acest tip de binoclu a fost fabricat în mod special pentru armata română, aliata Germaniei din Primul Război Mondial. Un detaliu semnificativ, specific seriei, este că telemetru a fost plasat pe ochiul drept, iar exemplarele fabricate poartă numele locotenentului colonel Jonescu, ceea ce-l face unic, iar din perspective muzeografică îi acordă certă semnificație memorialistică. Destinația acestui model este pentru armata de infanterie, în mod special, iar datele gravate pe obiect întăresc argumentele legate de această idee: este unul dintre cele mai complexe exemplare, tocmai prin integrarea dispozitivului mecanic telemetric. Descriere: Binoclul, de culoare neagră, cu seria de fabricație 15875 și numărul 2012 al fabricantului C. P. GOERZ BERLIN/ Armee Med. Pat. (inscripționat dreapta); TRIEDER BINOCLE/Telemeter Lt. colonel Jonescu (inscripționat stânga). Telemetrul, plasat pe partea dreaptă, are inscripționat, pe o față, în zona de mijloc - “infanterist”, sus - “întreg” = 1,70 m și jos - „genunchi” = 1,40 m; pe partea cealaltă, în zona de mijloc - „călăreț”, sus - „cu cal” = 2,40 m și jos - „fără cal” = 1,55 m. Obiectul este dotat cu suport de protecție: o cutie confecționată din piele, culoare brună, curea și clapă (piele și metal) pentru închidere, interiorul acestei cutii fiind căptușită cu catifea de culoare albastră. Se face mențiunea că acest obiect face parte din colecția col. Ion Negoescu, personalitate marcantă a Bârladului și care descinde dintr-o familie cu puternice tradiții militare, membrii acestei familii luptând atât în Războiul de Independență, cât și în cele Două Războaie Mondiale. | Muzeul „Vasile Pârvan”, Bârlad | Cimec    |